# Obdulio F. Siri
Obdulio F. Siri (Mercedes, Buenos Aires, 1 de mayo de 1889 - Buenos Aires, 1984) fue un abogado y político argentino. Fue diputado nacional en dos mandatos (1922-1926 y 1936-1940), ministro de Gobierno de la provincia de Buenos Aires en dos oportunidades (1921-1922 y 1926-1930), y también se desempeñó como Secretario de Hacienda de la Capital Federal entre 1920 y 1921. Fue candidato a gobernador de la provincia de Buenos Aires en 1940 y en 1941, perdiendo en ambas ocasiones por fraude electoral. Era miembro de la Unión Cívica Radical.

## Biografía
Nació en Mercedes en 1889 en el hogar de Pedro y Rosa Levaggi, ambos inmigrantes italianos afincados en esa ciudad de la provincia de Buenos Aires. Su hermano, Emilio Siri, también fue un destacado político, actuando como diputado nacional entre 1924 y 1928, y como intendente de la Capital Federal entre 1946 y 1949,  durante la primera parte de la primera presidencia de Juan Domingo Perón.
Ingresó a las filas de la Unión Cívica Radical en 1905, poco después de la revolución del 4 de febrero, tomó parte activa en la Comité Universitario Radical, que presidía el Dr. Miguel Mario Campero, y cuya vicepresidencia estaba a cargo de José Tamborini. También integraba la citada organización como miembros de su comisión directiva, Andrés Ferreyra, Roberto M. Ortiz, y Emilio Ravignani. 
Se graduó como abogado en la Universidad de Buenos Aires en 1913, en el que le tocó presidir el Centro de Estudiantes de Derecho y Ciencias Sociales, actuó más activamente en la vida política de la UCR, que ya lo había distinguido con cargos representativos, ante la Convención y Comité de la Capital. En el año 1917, fue designado oficial mayor del Ministerio de Gobierno de la intervención de José Luis Cantilo. Sirvió como Juez en lo Civil y Comercial en La Plata entre 1919 y 1920, cargo al que renuncia para aceptar una designación como Secretario de Hacienda en la Municipalidad de Buenos Aires entre 1920 y 1921, durante la intendencia de Cantilo, y fue Ministro de Gobierno durante la gobernación de Luis Monteverde en la provincia de Buenos Aires entre mayo de 1921 y abril de 1922. 

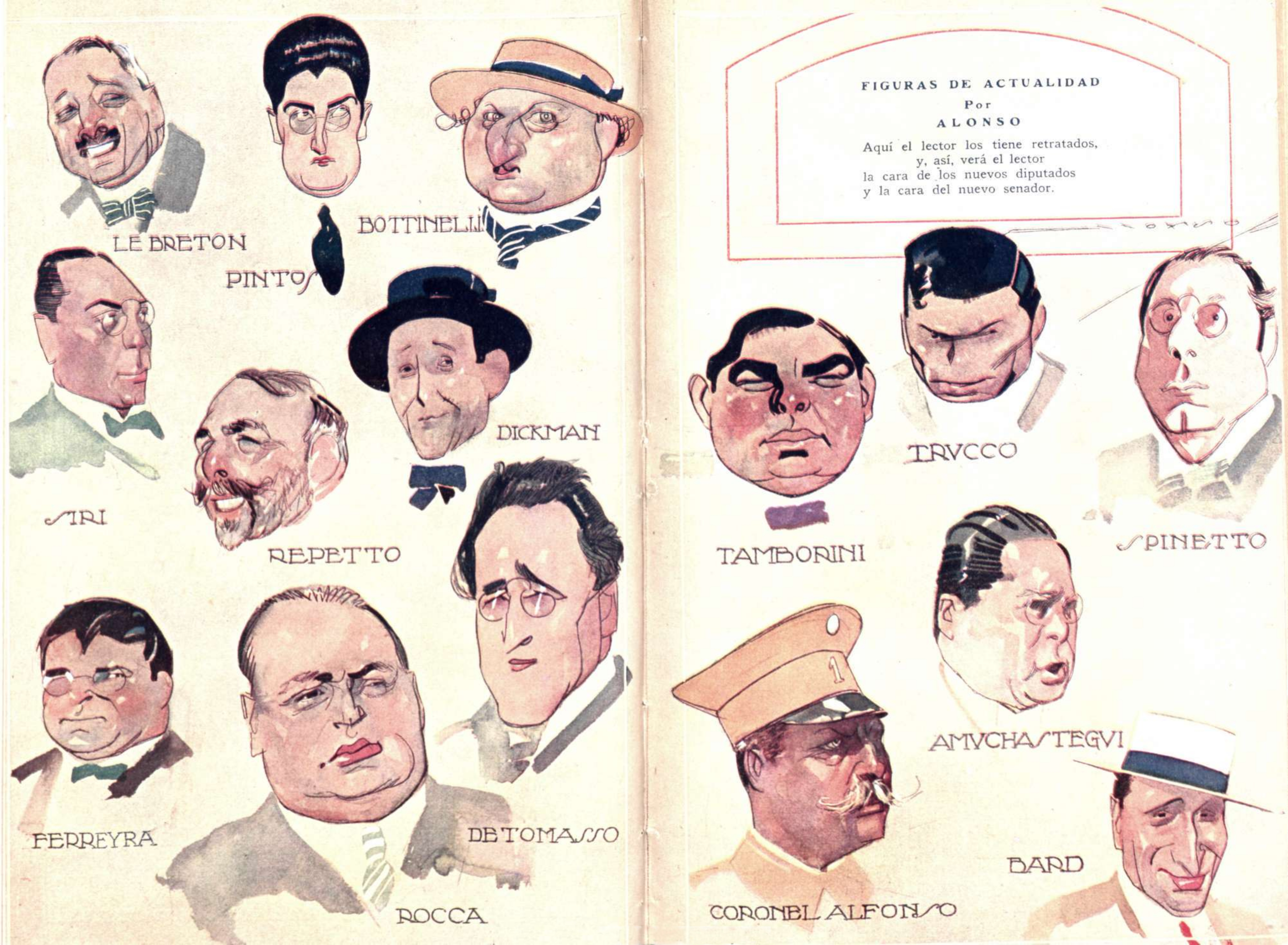
Retratos de diputados elegidos en las elecciones de 1922, por Alonso, en la revista Caras y Caretas. Siri aparece en la parte izquierda.

En abril de 1922, fue elegido diputado nacional por la Capital Federal, en representación de la Unión Cívica Radical. Durante los años que sirvió en el Congreso, el radicalismo tuvo una gran crisis interna lo que derivó en su división entre personalistas, que respondían al liderazgo de Hipólito Yrigoyen, y antipersonalistas, que eran grandes críticos del expresidente Yrigoyen. Siri tomó partido por los primeros, y se destacó en la Cámara de Diputados defendiendo las posiciones del sector peludista (yrigoyenista).
En mayo de 1926, Valentín Vergara asumió como gobernador de la provincia de Buenos Aires, y lo nombró a Siri como Ministro de Gobierno, ocupando dicho cargo por segunda ocasión. Siri dejaría su puesto en mayo de 1930 cuando el mandato de Vergara terminó y asumía la gobernación Nereo Crovetto.
En 1931, luego del golpe de Estado del 6 de septiembre de 1930, Siri fue uno de los dirigentes bonaerenses radicales junto a Juan O´Farrell y Roberto J. Parry, como representantes del sector tradicionalista que propiciaron la Junta Reorganizadora de la Unión Cívica Radical en la provincia de Buenos Aires, y cuya consecuencia es el resonante triunfo comicial obtenido por el radicalismo el 5 de abril de 1931 en la provincia, con la fórmula conformado por Honorio Pueyrredón y Mario Guido. Luego participa de la reorganización del partido a nivel nacional, con la unidad entre personalistas y antipersonalistas, bajo el liderazgo de Marcelo T. de Alvear, y en compañía de dirigentes de la talla de Víctor M. Molina, Honorio Pueyrredón, Carlos Noel, José Tamborini, entre otros.
En 1931, Siri es deportado al Brasil junto a otros dirigentes radicales, desde donde se dirige a Montevideo y permanece allí hasta febrero de 1932. Al reorganizarse definitivamente el radicalismo en 1932, es elegido presidente del Comité de la 9.ª sección de la Capital Federal, por mayoría y minoría. En 1936, Siri fue electo como diputado nacional por la Capital Federal, cumpliendo su mandato hasta 1940. Fue miembro del Directorio del Colegio de Abogados de la Capital Federal, desde 1938. 
En 1938 asumió la presidencia Roberto M. Ortiz, que era un entrañable amigo de Siri, y comenzó con su proyecto para eliminar el fraude electoral.
A principios de 1940, Siri fue nombrado como candidato a gobernador de Buenos Aires por el radicalismo, acompañado en la fórmula por el chivilcoyano Alejandro Suárez. La elecciones tuvieron lugar en febrero y la fórmula del Partido Demócrata Nacional, integrada por Alberto Barceló y Edgardo Míguez venció por poco más de un punto a la radical. Los dirigentes radicales y socialistas denunciaron fraude electoral y exigieron que se intervenga la provincia. Faltando todavía parte del escrutinio, el presidente Ortiz aceptó las denuncias de fraude del radicalismo y el socialismo y decretó la intervención federal de Buenos Aires, siendo depuesto el gobernador saliente Manuel Fresco y anulados los comicios.
A pesar de este éxito por parte del radicalismo y el socialismo, al lograr que la provincia fuese intervenida, la situación volvió a invertirse a favor de los demócratas nacionales luego de que Ortiz solicitara licencia por enfermedad el 3 de julio de ese mismo año. Ramón S. Castillo, vicepresidente de turno y favorable a los conservadores, reinstaló las prácticas fraudulentas, y bajo esa modalidad se desarrollaron las elecciones provinciales de diciembre de 1941, en la que Siri se volvió a presentar como candidato a gobernador, con Suárez como su candidato a vicegobernador, pero terminarían perdiendo por fraude ante la fórmula demócrata nacional, integrada por Rodolfo Moreno y Edgardo Míguez.

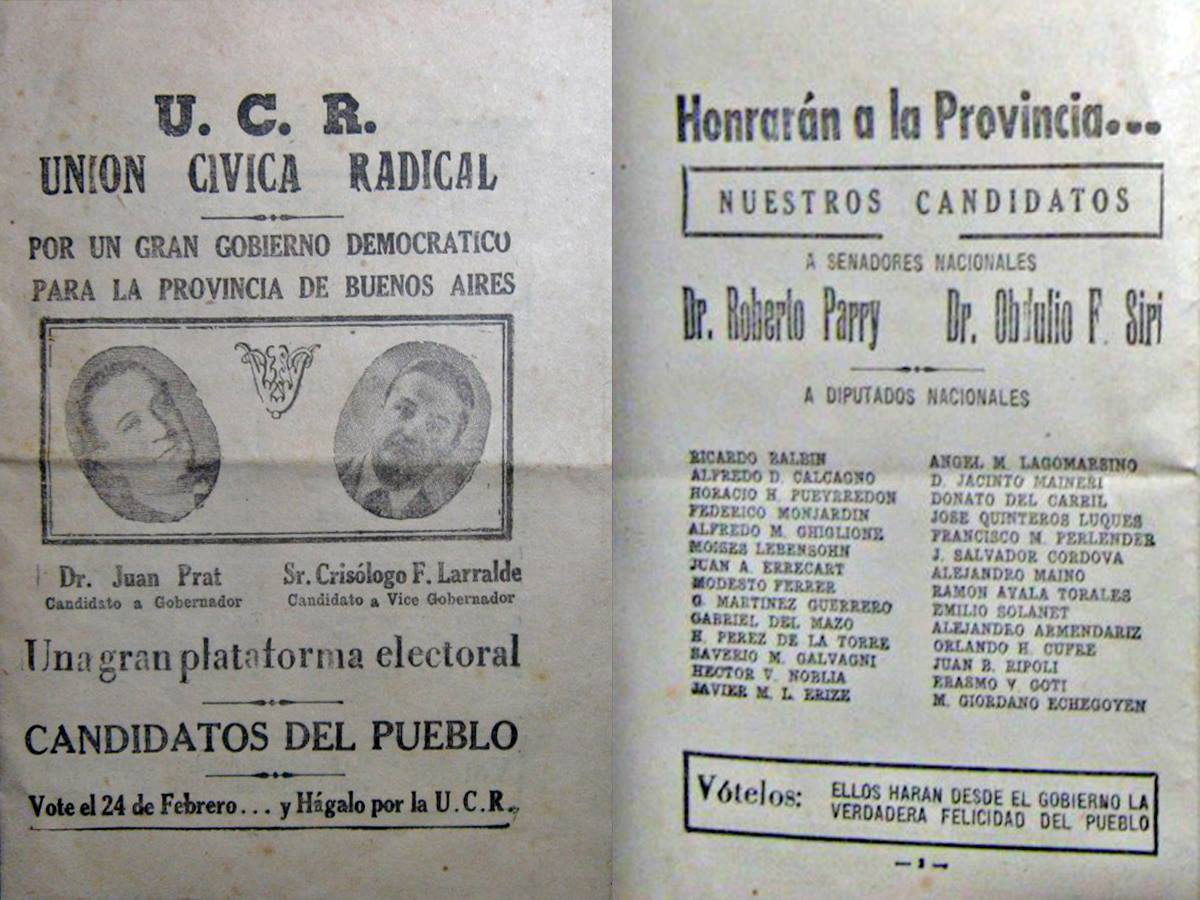
Boleta electoral de la UCR en la provincia de Buenos Aires, 1946.

Entre 1943 y 1946, luego del Golpe de Estado de 1943 y durante la dictadura militar de los generales Pedro P. Ramírez y Edelmiro Farrell, Siri fue uno de los principales dirigentes del radicalismo. Enrolado en la tendencia unionista del partido, Siri fue un gran partidario de la creación de la Unión Democrática, en compañía de socialistas, demócratas progresistas y comunistas. 
En las elecciones generales de 1946, donde Juan Domingo Perón fue consagrado como nuevo presidente de la Nación, Siri fue candidato a senador nacional por la provincia de Buenos Aires, en compañía de Roberto J. Parry, pero no fueron electos. Debido a que su hermano Emilio se había unido al peronismo y había sido nombrado por Perón como intendente de la Capital Federal, algunos dirigentes radicales pusieron en tela de juicio su posición ante el nuevo gobierno, pero Siri reafirmó su posición radical en una entrevista con la revista "Qué Sucedió en 7 días" en julio de ese año.
Murió en Buenos Aires el 3 de mayo de 1984, dos días después de haber cumplido 95 años.